# Birkigt (Bad Bibra)
Birkigt ist ein Ortsteil der Stadt Bad Bibra im Burgenlandkreis (Sachsen-Anhalt). Sein Name bedeutet so viel wie Birkenhölzchen. Birkigt war ein ehemaliges Vorwerk, das zum Rittergut Nebra gehörte.

## Geografische Lage
Birkigt liegt südlich der Stadt Nebra (Unstrut) unweit des Bundesstraße 250. Rittergut und heutiger Ort erheben sich über dem Dissautal.

## Geschichte
Der Ortsname Birkigt ist deutschen Ursprungs und bedeutet Birkenwald (analog zu Tännicht, Eichigt, Erlicht usw.). Der Ort wurde 1328 in Zusammenhang mit dem Edlen Heinrich von Birkich erstmals urkundlich erwähnt. Vor 1589 erwarben die von Nißmitz das wüste Dorf Birkigt und errichteten dort ein Vorwerk. Bis zu seinem Tod besaß Birkigt der Oberhofrichter Georg von Nißmitz. 1700 verkauften die von Nißmitz es an Ludwig Gebhard von Hoym, dem Herren auf Burgscheidungen und Kirchscheidungen, der es wiederum 1718 an Jacob Heinrich von Flemming veräußerte. Auch dieser verkaufte es nur wenig später 1723 an Conrad Werner Wedemeyer, der es wieder 1724 an Ludwig Gebhard von Hoym veräußerte.
Die Familie von Hoym baute 1754 das Vorwerk Birkigt umfassend aus und errichtete ein neues Herren- und ein Gesindehaus und weitere Wirtschaftsgebäude. Das ehemalige Gutsgebäude aus dem 18. Jahrhundert prägt noch heute das Dorfbild. Die Familie erweiterte außerdem die Gehöfte und den Ort.
Der Ort gehörte bis 1815 zum wettinischen, später kursächsischen Amt Freyburg. Durch die Beschlüsse des Wiener Kongresses kam er zu Preußen und wurde 1816 dem Kreis Querfurt im Regierungsbezirk Merseburg der Provinz Sachsen zugeteilt, zu dem er bis 1944 gehörte.
In der Nähe des Rittergutes befand sich im 19. Jahrhundert eine bedeutende Ziegelei. 1830 erwarb Bernhard Heinrich von Helldorff auf Bedra den Ort. Im Besitz der Familie von Helldorf blieb Birkigt bis 1945.
Bis zum 1. Juli 2009 gehörte Birkigt zur Gemeinde Altenroda und seit diesem Tag zur Stadt Bad Bibra.

## Sage über den Ortsnamen
Nach der Sage soll der Ort seinen Namen von Birkigt, einem Bruder von Phillip haben, der den Krieg gegen desselben gewann. Phillip hatte eine Burg auf der heutigen „Phillipsburg“, einem Landstrich nordöstlich der Dissau (Bach) oberhalb „Schweinedorf“. Der Ort Birkigt soll früher ostwärts oberhalb des „Eidechsenberges“ gelegen haben. An dieser Stelle lassen sich noch heute größere von Menschenhand bearbeitete Steine finden, z. B. Einfassungen von Torbögen, welches die Glaubwürdigkeit unterstreicht. Weshalb der Ort dann weiter westwärts verlegt wurde, ist unklar. Von der ehemaligen Phillipsburg ist weiter nichts bekannt, außer langjährige Spekulationen einer Stelle NW des heutigen Steinbruchs, an einer sehr alten Linde, bei welcher der Untergrund hohl klingt.

## Familie von Birkicht
Die Familie wurde erstmals 1328, in Zusammenhang mit dem Edlen Heinrich de Byrkech urkundlich erwähnt. In den ältesten Zeiten stand in dem Dorfe Birkigt ein Edelhof, auf dem die Herren von  Birkigt saßen, die den Edelhof und das Dorf von den Markgrafen von Meißen zu Lehn trugen. 1368 wurden Otto von Birkich, 1384 die Gebrüder Otto und Nicolaus de Birkich und 1387 Otto von Birkicht in markgräflichen Urkunden erwähnt. Noch 1656 lebte ein Conrad von Birkicht als kursächsischer Oberst.

### Wappen
Das Wappen ist von Blau und Rot durch einen schrägen Wellenbalken geteilt. Auf dem Helm ein geschlossener, wie der Schild tingierte Flug. Die Decken sind Rot und Weiß.